# Greensburg (Kentucky)
Greensburg é uma cidade localizada no estado americano de Kentucky, no Condado de Green.

## Demografia
Segundo o censo americano de 2000, a sua população era de 2396 habitantes.
Em 2006, foi estimada uma população de 2408, um aumento de 12 (0.5%).

## Geografia
De acordo com o United States Census Bureau tem uma área de
4,9 km², dos quais 4,9 km² cobertos por terra e 0,0 km² cobertos por água. Greensburg localiza-se a aproximadamente 258 m acima do nível do mar.

## Localidades na vizinhança
O diagrama seguinte representa as localidades num raio de 36 km ao redor de Greensburg.